# Château de Ville-Challand
Le château de Ville-Challand, est l'un des plus anciens châteaux de la Vallée d'Aoste.
Il a joué un rôle très important dans l'histoire de la maison de Challant. Il se situe sur un tertre rocheux dominant les hameaux Nabian et Targnod et le chef-lieu de Challand-Saint-Victor (appelé localement la ville), dans le bas val d'Ayas, non loin de Verrès. Il jouit ainsi d'une position stratégique de contrôle à l'embouchure de la vallée et du passage vers la plaine de Montjovet.
Les environs et le paysage du château ont inspiré à Laura Mancinelli son roman historique Les Douze Abbés de Challant.

## Histoire
L'histoire du château de Ville commence au début du XIIIe siècle, lorsque le comte Thomas Ier de Savoie céda au vicomte d'Aoste Boson III de Challant le fief de Ville-Challand, en lui donnant ainsi la permission d'y édifier un château, peut-être sur les ruines d'une construction préexistante.
Le document qui témoigne ce passage de pouvoir date du 13 avril 1200 :

« Thomas, comes Maurianensis et in Italia marchio, concedimus dilecto nostro Bosoni vice comiti Augustensi castrum de Villa in feudum in augmentum sui feudi ut in eo edificet et castellet. »

À partir de cet acte, Boson et ses descendants acquirent le nom de de Challant.

Le château fut ensuite une propriété du vicomte Godefroi Ier de Challant, fils de Boson III, comme nous rappelle un document du 19 décembre 1241, et d'Aymon III de Challant, frère de Godefroi, pour passer enfin au fils de ce dernier, Ébal Ier.
Ébal Ier de Challant, connu aussi comme Ébal le Grand, restaura et agrandit le château, qu'il considérait comme sa résidence préférée. Si au début il devait avoir la structure typique des manoirs primitifs, avec une tour rectangulaire centrale de 5 mètres par 7, entourée par une enceinte, Ébal fit prolonger les murs sur le côté nord et sud de 30 mètres, en élargissant ainsi la cour intérieure. Il fit bâtir aussi une chapelle sur le côté oriental et un autre édifice rectangulaire de 11 mètres par 6. Lorsque l'archéologue portugais Alfred D'Andrade visita le château en 1885, il décrivit la chapelle contenant des fresques notables, dont il ne nous reste aujourd'hui que des fragments.

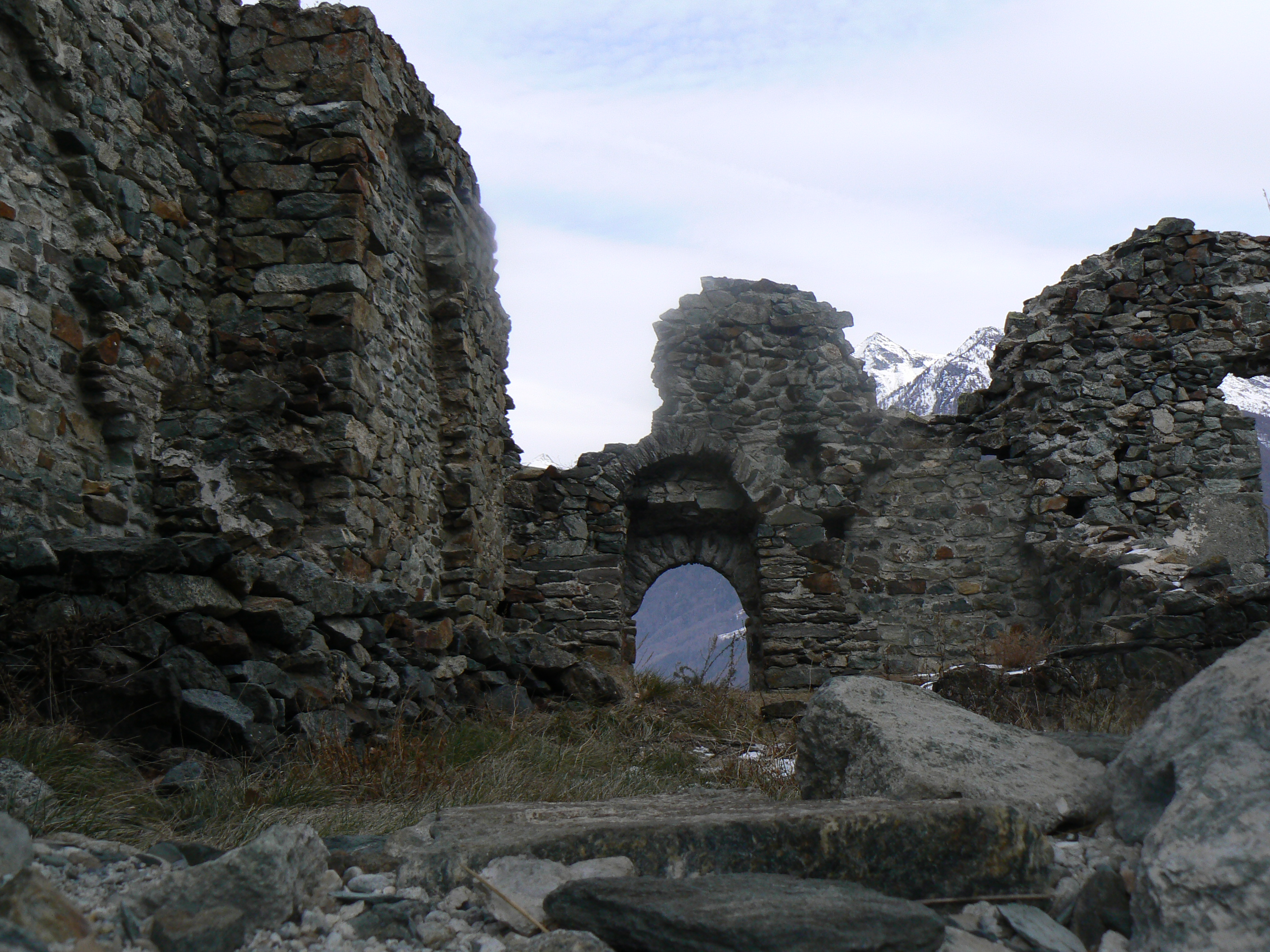
Les ruines du château.

Le château de Ville se trouvait le long de la route qui reliait Verrès au Valais, en parcourant le val d'Ayas, appelée autrefois la Krämertal, en allemand la vallée des marchands. La construction successive du château de Verrès confirme l'importance de cet itinéraire, qui intéressait aussi le vallon de Dondeuil, contrôlée par la tour de Bonot, qui menait au château de Graines.
Vers le milieu du XIVe siècle, le château était protégé par une garnison d'environ quinze fantassins. Il fut ensuite restauré et fortifié par Catherine de Challant vers l'an 1430 pendant la lutte contre son cousin Jacques de Challant-Aymavilles pour l'héritage de François de Challant. Ce manoir fit l'objet d'un événement curieux en 1453, lorsque des commissaires chargés par le duc Louis de Savoie se rendirent à Ville pour exiger la restitution du château à Marguerite de Challant, sœur de Catherine, mais ils furent chassés à coups de pierre. Il paraît qu'à cette occasion, environ 70 soldats étaient de garnison.

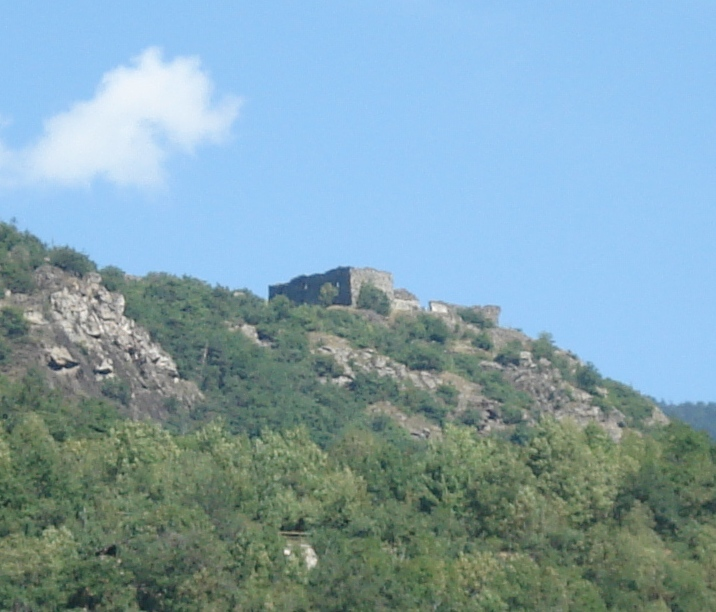
Les ruines du château vues depuis Verrès.

Après la défaite de Catherine, qui dut céder ses propriétés à son cousin Jacques d'Aymavilles, pour le manoir de Ville commença une période de dégradation, pendant laquelle il fut sans doute utilisé comme source de matériaux pour le bâtiment, comme avait peut-être déjà fait Yblet de Challant lors de la construction du château de Verrès.
Les ruines du château de Ville ne sont aujourd'hui pas ouverts au public à cause du danger d'écroulements. On reconnaît des parties des murs, des fenêtres et des meurtrières, les restes de la citerne pour l'eau et des parties de fresques.